# مارك هوفمان (قاتل فترة)
مارك هوفمان (بالإنجليزية: Mark Hofmann) هو قاتل فترة أمريكي، ولد في 7 ديسمبر 1954 في مدينة سولت ليك في الولايات المتحدة
مارك مزور وقاتل استطاع خداع أغلب المنظمات الأمريكية بتزويره حتى إن ال اف بي اي لم تستطع اكتشاف تزويرها.
زور مارك الكثير من الأوراق الدينية وباعها بأسعار زهيدة. 

## وصلات خارجية
- مارك هوفمان على موقع إن إن دي بي (الإنجليزية)